# Sonsón

Bandeira de Sonsón.

Localização de Sonsón, no departamento de Antioquia.

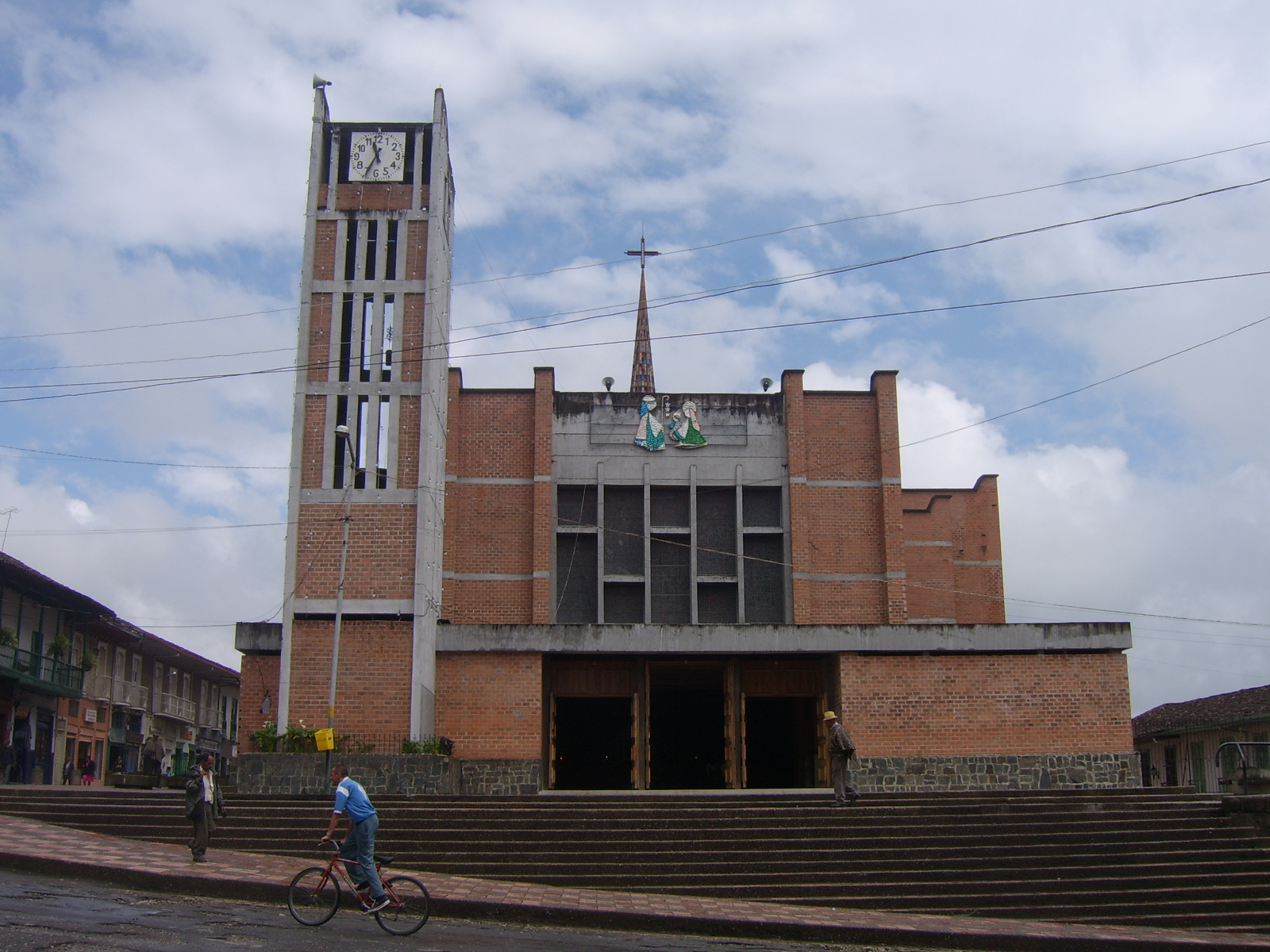
Catedral de Sonsón.

Sonsón é uma cidade e município da Colômbia, no departamento de Antioquia. Sua superfície é de 1.323 quilômetros quadrados e se localiza a 2475 metros acima do nível do mar. Sua população, de acordo com o censo de 2005, é formada por 38.359 habitantes.